# Ромодановские
Ромодановские (Ромодановские-Ладыженские) — угасшая в 1730 году ветвь князей Стародубских, которые происходят от Ивана Всеволодовича. Рюриковичи.
Род внесён в Бархатную книгу. При подаче документов (в феврале 1682 года) для внесения рода в Бархатную книгу, была предоставлена родословная роспись князей Ромодановских.

## Происхождение и история рода
Род князей Ромодановских происходит от князей Стародубских. Потомок великого князя Владимира Святославовича, крестившего Русь, князь Иван Всеволодович, получил от своего брата великого князя Ярослава Всеволодовича в удел Стародуб и от него пошли князья Стародубские. Правнук князя Ивана Всеволодовича, князь Фёдор Андреевич Стародубский, имел пятого сына князя Василий Фёдоровича Ромодановского, ставшего родоначальником княжеского рода. Его сын князь Василий Васильевич писался уже князем Ромодановским.
Фамилия образована от названия родовой вотчины Ромоданово под Калугой, которую получил во владение князь Василий Фёдорович Стародубский (XVI колено от Рюрика), живший во 2-й пол. XV века. В этой вотчине его потомок, князь-кесарь Фёдор Юрьевич в конце XVII века выстроил существующую и ныне церковь Рождества Пресвятой Богородицы.

Так, царь Алексей Михайлович запретил князьям Ромодановским писаться, как старшим в роде князей Стародубских, общим их родовым прозванием, т. е. князьями Стародубскими, находя, что оно «не пристойно». По поводу такого запрета князь Григорий Григорьевич Ромодановский написал царю следующее челобитье.
«Пришла ко мне твоя Великаго Государя грамота, чтоб мне вперед Стародубским не писаться и до твоего царского указа писаться не стану, а прежде писался я для того: тебе, Великому Государю, известно, князишки мы Стародубовские и предки мои и отец и дядя писались Стародубские-Ромодановские, да дядя мой князь Иван Петрович, как в Астрахани, за вас, великих государей, от вора лжеименитаго Августа, по вашей государской милости, написан в книгу, и страдания его объявляя в сборное воскресение, поминают Стародубовский-Ромодановский. Умилосердись, не вели у меня старой нашей честишки отнимать». 
— Е. Карнович «Родовые прозвания в России»
При первых Романовых князья Ромодановские входили в избранный круг высшей аристократии Российского государства. В конце XVII века из стольников жаловались в бояре, минуя чин окольничего.
В 1798 году Павел I предписал сыну дочери одного из князей Ромодановских принять фамилию Лодыженского-Ромодановского. Этот род пресёкся в 1871 году.

## Родословная князей Ромодановских
- Ромодановский, Василий Федорович (Стародубский)
  - Ромодановский, Василий Васильевич — боярин царя Ивана III. Выполнял дипломатические поручения. Был послом в Литве в 1498 году. Умер в 1512 году.
    - Ромодановский, Михаил Васильевич (Козлок)
      - Ромодановский, Василий Михайлович
      - Ромодановский-Ряполовский, Антон Михайлович — был послом Ивана IV в Копенгагене
      - Ромодановский, Иван Михайлович (Шибляк)

  - Ромодановский, Иван Васильевич (Телеляша) — боярин царя Ивана III.
    - Ромодановский, Дмитрий Иванович — умер бездетным
    - Ромодановский, Андрей Иванович — умер бездетным

  - Ромодановский, Семен Васильевич — боярин царя Ивана III. Выполнял дипломатические поручения. Был послом в Крыму в 1498 году.
    - Ромодановский, Петр Семенович — воевода, убит в битве с литовцами при Стародубе Северском
      - Ромодановский, Богдан Петрович — умер бездетным

    - Ромодановский, Василий Семенович (Нагай)
      - Ромодановский, Андрей Васильевич (Нагаев)
        - Ромодановский, Афанасий Андреевич
        - Ромодановский, Василий Андреевич

  - Ромодановский, Юрий Васильевич
    - Ромодановский, Семен Юрьевич — умер бездетным
    - Ромодановский, Иван Юрьевич (Турубодан) — умер бездетным
    - Ромодановский, Михаил Юрьевич (Норок) — умер бездетным

  - Ромодановский, Федор Васильевич
    - Ромодановский, Василий Федорович — умер бездетным
    - Ромодановский, Андрей Федорович — умер бездетным
    - Ромодановский, Федор Федорович — умер бездетным
    - Ромодановский, Иван Федорович (Гнуса)
      - Ромодановский, Никита Иванович — в 1561 году был головой в полку воеводы князя Ф. И. Троекурова. В 1570 году был воеводой в Перми
      - Ромодановский, Константин Иванович — умер бездетным

  - Ромодановский, Михаил Васильевич — умер бездетным
  - Ромодановский, Борис Васильевич
    - Ромодановский, Василий Борисович (Трегуб)
    - Ромодановский, Федор Борисович
    - Ромодановский, Иван Борисович
    - Ромодановский, Петр Большой Борисович
    - Ромодановский, Михаил Борисович
    - Ромодановский, Петр Меньшой Борисович (Шарап)
      - Ромодановский, Григорий Петрович — боярин, воевода, известный деятель Смутного времени. В 1606 году принял участие в заговоре против Лжедмитрия I. В 1608 году он вместе с князем Воротынским командовал войсками, защищавшими Москву от тушинцев; затем, преследуя гетмана Сапегу, одержал над ним победу около села Воздвиженского: в этой битве он лишился сына. В 1609 году был отправлен воеводой в Каширу, жители которой принудили его присягнуть Лжедмитрию II. После свержения царя Василия Шуйского Григорий Петрович принял сторону королевича Владислава и по поручению бояр вел переговоры с поляками. В 1613 году подписался под грамотой об избрании на царство Михаила Федоровича. Умер в 1628
        - Ромодановский, Андрей Григорьевич — умер в мае 1686
        - Ромодановский, Василий Григорьевич Большой — стольник — супруга Архипова Прасковья
          - Ромодановский, Дмитрий Васильевич — супруга Панина Прасковья Ивановна
          - Ромодановский, Никита Васильевич
          - Ромодановский, Юрий Васильевич
          - Ромодановский, Степан Васильевич — супруга Евдокия Фёдоровна, умер бездетным
          - Ромодановский, Иван Васильевич
          - Ромодановский, Григорий Васильевич

        - Ромодановский, Иван Григорьевич Большой Молчанка — супруга — Толстая-Годунова, Акулина Матвеевна
          - Ромодановский, Иван Иванович
          - Ромодановский, Григорий Иванович

        - Ромодановский, Пётр Григорьевич — стольник. В 1634 году был воеводой в Курске. В 1644 году был назначен воеводой в Брянск. В 1650 году был воеводой в Веневе
        - Ромодановский, Василий Григорьевич Меньшой — окольничий, боярин. В 1652—1653 годах был воеводой в Пскове. Затем, будучи воеводой в Астрахани, привел в подданство России калмыцких ханов. В 1661 году был назначен боярином в Пушкарский приказ. В 1668 году направлен воеводой в Новгород. Умер в 1671.
        - Ромодановский, Фёдор Григорьевич — боярин. В 1654 году был сотенным головой в государевом полку в Польском походе. В 1665—1666 годах был воеводой в Пскове, в 1674 году в Рыльске. Умер в 1689.
        - Ромодановский, Иван Григорьевич Меньшой — боярин
          - Ромодановский, Юрий Иванович — в 1648 году был стольником. В 1654 году сопровождал царя в Польском походе. В 1655 году был воеводой в Могилеве, затем служил при дворе. В 1667—1671 годах возглавлял Пушкарский приказ, в 1673—1676 годах был воеводой в Казани. Умер в 1683
            - Ромодановский, Фёдор Юрьевич (1640—1717) — князь-кесарь, сподвижник Петра I и фактический правитель страны в его отсутствие. В 1686—1717 годах возглавлял Преображенский приказ. Руководил Сибирским и Астраханским приказами.
              - Шереметева, Ирина Фёдоровна — супруга капитан-лейтенанта морского флота Шереметева Василия Васильевича, племянника Ф. П. Шереметева
              - Лопухина, Федосья Фёдоровна — супруга Лопухина Абрама Федоровича, брата первой супруги Петра I Евдокии Федоровны, казненного по обвинению в заговоре в 1718 году.
              - Ромодановский, Иван Фёдорович — князь-кесарь, умер в 1730. После смерти отца возведен в звание князь-кесаря. Действительный тайный советник (1725 год). В 1727 году генерал-губернатор Москвы.
 ∞ Салтыкова, Анастасия Фёдоровна, сестра царицы Прасковьи Фёдоровны; умерла в 1736 году.
                - Головкина, Екатерина Ивановна (1701—1791) — двоюродная сестра императрицы Анны Иоанновны, супруга вице-канцлера, кабинет-министра, графа Головкина Михаила Гавриловича

        - Ромодановский, Григорий Григорьевич — боярин, воевода, российский дворянин XVII века. Участник Переяславской рады 1654 года, русско-польской войны 1654—1667 годах и других. Возглавлял Чигиринские походы 1677-78 годах. В 1670 году подавлял восстание С. Т. Разина на верхнем Дону и Слободской Украине. Убит во время Московского восстания 1682 года.
          - Ромодановский, Андрей Григорьевич — В 1668 году участвовал в сражении вместе со своим отцом против войск гетмана Дорошенка, был взят в плен и отправлен в Крым. В 1677 году его вместе с боярином В. Б. Шереметевым привезли в Азов для размена пленными. Однако переговоры оказались безрезультатными, и пленников увезли обратно. Только в 1681 году князю П. И. Хованскому удалось довести переговоры до желаемого результата и выкупить пленных. Умер бездетным в 1682
          - Ромодановский, Михаил Григорьевич (1653—1713) — боярин, воевода. В 1712 году был назначен Московским губернатором. Являясь членом «Всепьянейшего собора», князь носил данное ему Петром I насмешливое прозвище «Преосвященного Мишуры». Супруга — Голохвастова Евдокия Васильевна.
            - Ромодановский, Андрей Михайлович (1682—1712) — стольник, гвардии капитан, убит на войне в 1712 году; женат на дочери Бориса Алексеевича Голицына.
              - Ладыженская, Екатерина Андреевна — супруг Ладыженский, Иван Петрович; от них происходят Ромодановские-Лодыженские.
              - Зернова, Марфа Андреевна — супруг Зернов Пётр Вельяминович

            - Ромодановская, Надежда Михайловна — супруг Пятов Кирилл Иванович
            - Ромодановская, Наталья Михайловна — супруг Салтыков Анатолий Борисович

      - Ромодановский, Иван Петрович — был послом в Персии, убит в Астрахани калмыками в 1607
        - Ромодановский, Иван Большой Иванович — умер в 1610
        - Ромодановский, Григорий Иванович
        - Ромодановский, Иван Меньшой Иванович — воевода, боярин. В 1633 году первый воевода большого полка в Туле, где им успешно были отражены три татарских набега, за что получил в награду поместье. Умер в 1675 году

Мужская линия рода князей Ромодановских пресеклась со смертью князя-кесаря Ивана Федоровича. В 1798 г. по указу Павла I Николаю Ивановичу Лодыженскому, мать которого Екатерина Андреевна, урождённая княжна Ромодановская, была внучкой князя Михаила Григорьевича Ромодановского, именоваться князем Ромодановским-Лодыженским.